# Кабульский политехнический университет
Политехнический университет Кабула — технический университет расположенный в Кабуле, столице Афганистана.

## История
Был основан в 1963 году, построен советскими специалистами.
Раньше назывался Кабульский политехнический институт (КПИ).

## Современная структура
В Кабульском политехническом университете учатся студенты из многих афганских провинций.
Кроме общежития КПИ, в котором они живут довольно скученно, других мест проживания учащиеся не имеют.
В университете имеется три факультета:
- Факультет электромеханики
- Строительный факультет
- Факультет геологии и горного дела.